# Funariaceae
Funariaceae er en familie af mosser med omkring 300 arter, de fleste i slægterne Funaria og Physcomitrium. Fire slægter findes i Danmark med i alt 6 arter.

Slægten Goniomitrium har tidligere tilhørt familien Pottiaceae.
| Danske slægter |

- Entosthodon
- Funaria
- Physcomitrella
- Physcomitrium

| Øvrige slægter |

- Aphanorrhegma
- Brachymeniopsis
- Bryobeckettia
- Clavitheca
- Cygnicollum
- Ephemerella
- Funariella
- Goniomitrium
- Loiseaubryum
- Nanomitriella
- Physcomitrellopsis
- Physcomitridium
- Pyramidula